# Grande Prêmio do Cinema Brasileiro 2010
O Grande Prêmio do Cinema Brasileiro de 2010 foi a nona edição do Grande Otelo, organizado pela Academia Brasileira de Cinema, homenageando os melhores filmes em diversas categorias de 2009. A edição ocorreu dia 08 de junho de 2010, sediada no Teatro João Caetano. A homenageada da noite foi a diretora cineasta Alice Gonzaga, filha de Adhemar Gonzaga.

## Vencedores e indicados

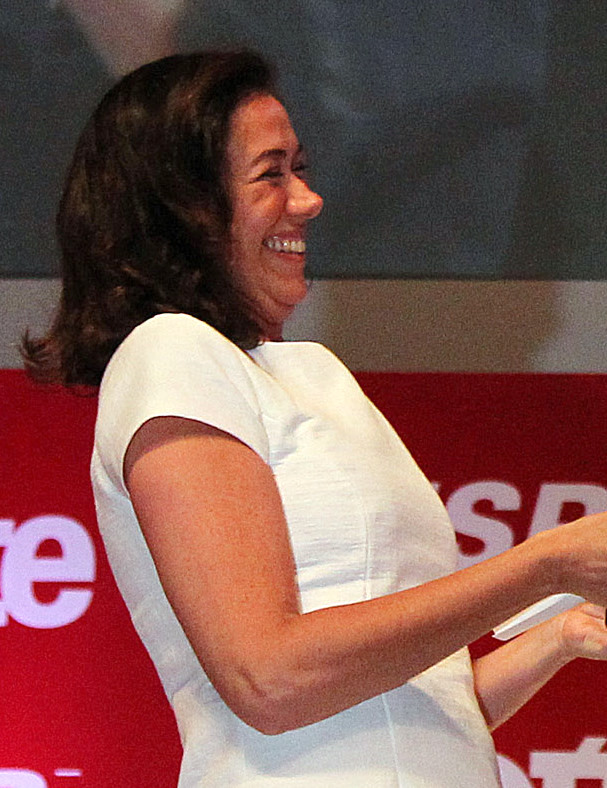
Lilia Cabral, vencedora de Melhor Atriz

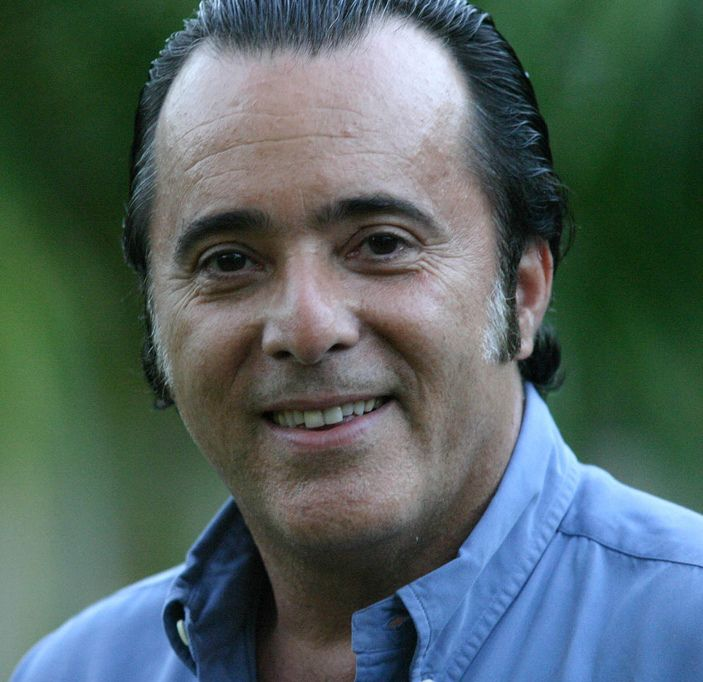
Tony Ramos, vencedor de Melhor Ator

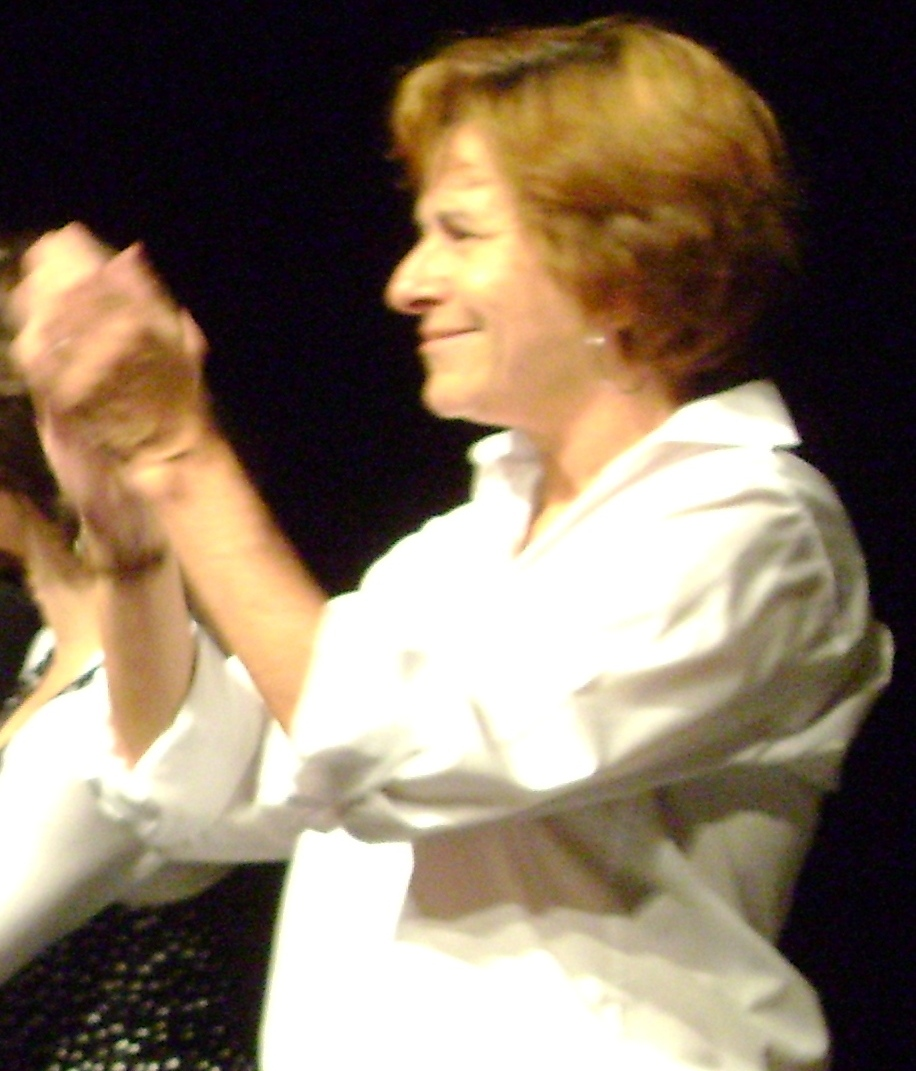
Denise Weinberg, vencedora de Melhor Atriz Coadjuvante

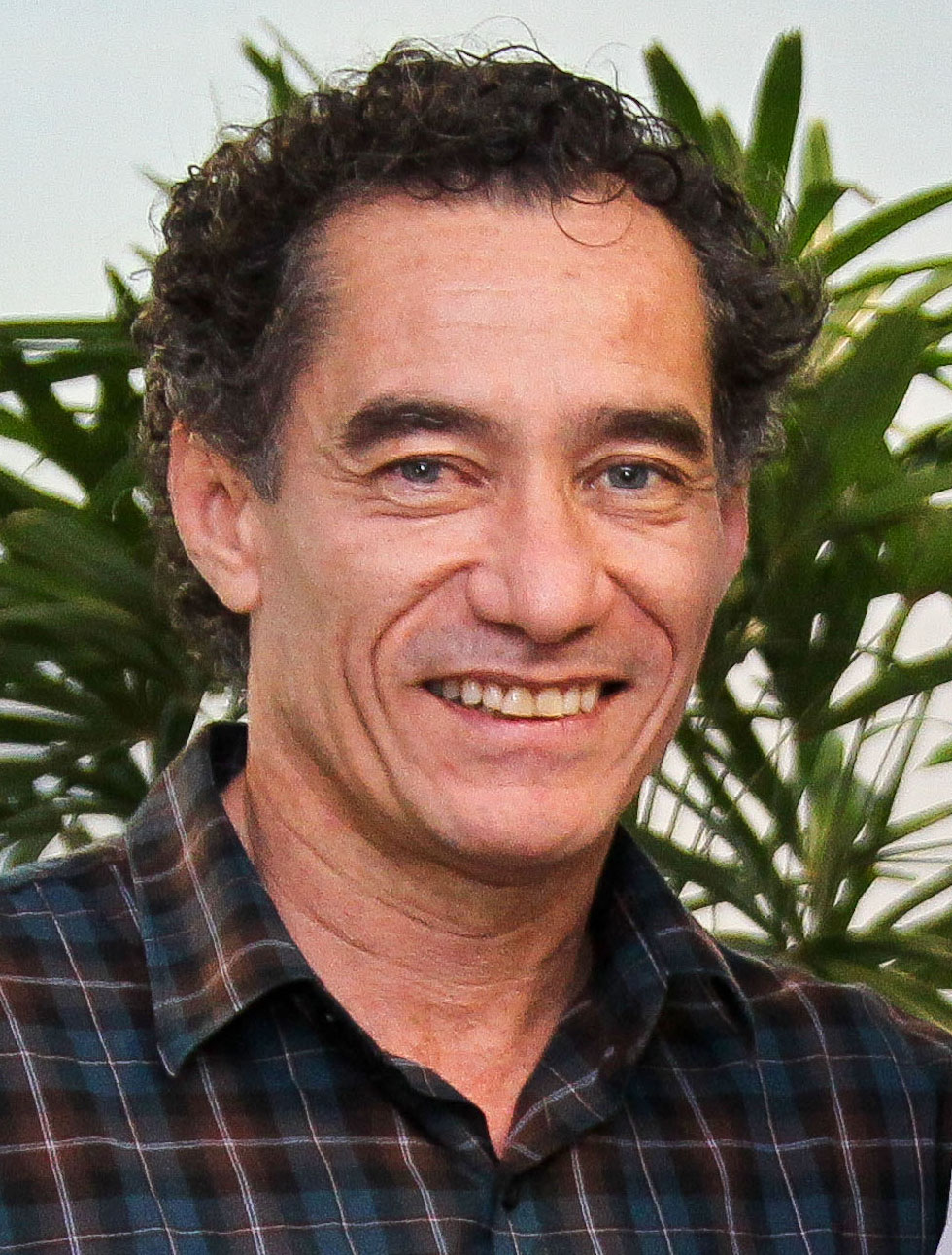
Chico Díaz, vencedor de Melhor Ator Coadjuvante

Vencedores estão com o texto em negrito.
| Melhor Longa-Metragem de Ficção | Melhor Direção |
| --- | --- |
| - É Proibido Fumar – Anna Muylaert, Maria Ionescu e Sara Silveira, produtoras - À Deriva – Fernando Meirelles, Andrea Barata Ribeiro e Bel Berlinck, produtores - Divã – Iafa Britz, Marcos Didonet, Vilma Lustosa e Walkiria Barbosa, produtores - A Mulher Invisível – Cláudio Torres, produtor - Se Eu Fosse Você 2 – Iafa Britz, Marcos Didonet, Vilma Lustosa e Walkiria Barbosa, produtores | - Anna Muylaert – É Proibido Fumar - Cláudio Torres – A Mulher Invisível - Daniel Filho – Se Eu Fosse Você 2 - Daniel Filho – Tempos de Paz - Heitor Dhalia – À Deriva |
| Melhor Atriz | Melhor Ator |
| - Lilia Cabral – Divã como Mercedes Cunha Ribeiro - Andrea Beltrão – Verônica como Verônica - Débora Bloch – À Deriva como Clarice - Glória Pires – É Proibido Fumar como Baby - Glória Pires – Se Eu Fosse Você 2 como Helena | - Tony Ramos – Se Eu Fosse Você 2 como Cláudio - Dan Stulbach – Tempos de Paz como Clausewitz - Daniel de Oliveira – A Festa da Menina Morta como Santinho - Selton Mello – Jean Charles como Jean Charles de Menezes - Selton Mello – A Mulher Invisível como Pedro |
| Melhor Atriz Coadjuvante | Melhor Ator Coadjuvante |
| - Denise Weinberg – Salve Geral como Ruiva - Dira Paes – A Festa da Menina Morta como Diana - Drica Moraes – Os Normais 2 - A Noite mais Maluca de Todas como Silvinha - Fernanda Torres – A Mulher Invisível como Lúcia - Leandra Leal – Se Nada Mais Der Certo como Georgina | - Chico Díaz – O Contador de Histórias como camelô - Ary Fontoura – Se Eu Fosse Você 2 como Padre Henrique - Cássio Gabus Mendes – Se Eu Fosse Você 2 como Nelsinho - Gero Camilo – Hotel Atlântico como Sacristão - Vladimir Brichta – A Mulher Invisível como Carlos |
| Melhor Roteiro Original | Melhor Roteiro Adaptado |
| - É Proibido Fumar – Anna Muylaert - A Festa da Menina Morta – Hilton Lacerda e Matheus Nachtergaele - A Mulher Invisível – Adriana Falcão, Cláudio Paiva, Cláudio Torres e Maria Luísa Mendonça - O Contador de Histórias – José Roberto Torero, Maurício Arruda, Luiz Villaça e Mariana Veríssimo - Se Eu Fosse Você 2 – Adriana Falcão, Euclydes Marinho e Renê Belmonte | - Tempos de Paz – Bosco Brasil, da peça teatral Novas Diretrizes em Tempos de Paz, de Bosco Brasil - Bela Noite Para Voar – Augusto Boal, Chico Anysio e Zelito Viana, adaptado da obra Bela Noite Para Voar: um folhetim estrelado por JK de Pedro Rogério Nogueira - Budapeste – Rita Buzzar, adaptado do romance de mesmo nome, de Chico Buarque - Divã – Marcelo Saback, inspirado na obra de mesmo nome de Martha Medeiros - Hotel Atlântico – Suzana Amaral, adaptado da obra Hotel Atlântico de João Gilberto Noll. |
| Melhor Longa-Metragem Documentário | Melhor Longa-Metragem Infantil |
| - Simonal - Ninguém Sabe o Duro que Dei –Raul Schmidt, Roberto Berliner, Rodrigo Letier, Carlos Paiva, Isabelle Tanugi, Cláudio Manoel e Manfredo G. Barreto, produtores - Alô, Alô, Terezinha! – Daniel Maia e Paloma Piragibe, produtores - Cidadão Boilesen – José Carlos Asbeg, Chaim Litewski, Pedro Asbeg, Jorge Melo e Ojvind Kyro, produtores. - Loki - Arnaldo Baptista – André Saddy, produtor - Palavra (En)cantada – David Meyer e Marcio Debellian, produtores - Waldick, Sempre no Meu Coração – Mariza Leão e Patrícia Pillar, produtores | - O Grilo Feliz e os Insetos Gigantes – Juliana Ribas, produtora - Xuxa em O Mistério de Feiurinha – Xuxa Meneghel, Pedro Buarque de Hollanda, Ricardo Rangel, Eliana Soárez, Mônica Muniz e Luiz Cláudio Lopes Moreira, produtores |
| Melhor Direção de Fotografia | Melhor Direção de Arte |
| - À Deriva – Ricardo Della Rosa - A Erva do Rato – Walter Carvalho - Budapeste – Lula Carvalho - O Contador de Histórias – Lauro Escorel - Tempos de Paz – Tuca Moraes | - Besouro – Cláudio Amaral Peixoto - À Deriva – Guta Carvalho - Budapeste – Marcos Flaksman - Salve Geral – Vera Hamburger - Tempos de Paz – Marcos Flaksman |
| Melhor Figurino | Melhor Maquiagem |
| - Tempos de Paz – Marília Carneiro - À Deriva – Alexandre Herchcovitch - A Mulher Invisível – Marcelo Pies - Besouro – Bia Salgado - Budapeste – Kika Lopes | - Besouro – Martín Macias Trujillo - A Festa da Menina Morta – Marcos Freire - A Mulher Invisível – Martín Macias Trujillo - Salve Geral – Martín Macias Trujillo - Tempos de Paz – Rose Verçosa - Um Lobisomem na Amazônia – Antonio Pacheco |
| Melhor Efeito Visual | Melhor Som |
| - Besouro – Marcelo Siqueira - À Deriva – Tamis Lustre - Salve Geral – Marcelo Siqueira e Robson Sartori - Se Eu Fosse Você 2 – Marcelo Siqueira - Tempos de Paz – Marcelo Siqueira | - Simonal - Ninguém Sabe o Duro que Dei – Denilson Campos e Paulo Ricardo Nunes - À Deriva – Alessandro Laroca, Armando Torres Jr., Renato Calaça e Valéria Ferro - Besouro – Alessandro Laroca, Armando Torres Jr. e José Moreau Louzeiro - Budapeste – Branko Neskow, Leandro Lima, Miguel Lima e Vasco Pedroso - Loki - Arnaldo Baptista – Carlos Toré |
| Melhor Montagem Ficção | Melhor Montagem Documentário |
| - É Proibido Fumar – Paulo Sacramento - À Deriva – Gustavo Giani - A Mulher Invisível – Sérgio Mekler - Besouro – Gustavo Giani - Divã – Diana Vasconcellos - Se Eu Fosse Você 2 – Diana Vasconcellos - Tempos de Paz – Diana Vasconcellos | - Simonal - Ninguém Sabe o Duro que Dei – Karen Ankerman e Pedro Duran - - Garapa – Felipe Lacerda - Loki - Arnaldo Baptista – Paulo Henrique Fontenelle - Palavra (En)cantada – Diana Vasconcellos - Titãs - A Vida Até Parece Uma Festa – Branco Mello e Oscar Rodrigues Alves |
| Melhor Trilha Sonora | Melhor Trilha Sonora Original |
| - É Proibido Fumar – Márcio Nigro - Coração Vagabundo – Caetano Veloso - Divã – Guto Graça Mello - Herbert de Perto – Os Paralamas do Sucesso - Titãs - A Vida Até Parece Uma Festa – Titãs | - Simonal - Ninguém Sabe o Duro que Dei - Berna Ceppas - Budapeste – Leo Gandelman - Loki - Arnaldo Baptista – Arnaldo Baptista - O Contador de Histórias – André Abujamra e Márcio Nigro - Tempos de Paz – Egberto Gismonti |
| Melhor Longa-Metragem Estrangeiro | Melhor Curta-Metragem Ficção |
| - Bastardos Inglórios (Estados Unidos e Alemanha) - Avatar (Estados Unidos e Reino Unido) - Gran Torino (Estados Unidos e Alemanha) - Milk: A Voz da Igualdade (Estados Unidos) - Quem Quem Ser Um Milionário? (Reino Unido) | - Superbarroco – Renata Pinheiro, diretora - Booker Pittman – Rodrigo Grota, diretor - O Cedro do Líbano – Conrado Krainer, diretor - A Distração de Ivan – Cavi Borges e Gustavo Melo, diretores - Elo – Vera Egito, diretora - Ô – Marcelo Coutinho, diretor |
| Melhor Curta-Metragem Documentário | Melhor Curta-Metragem Animação |
| - De Volta Ao Quarto 666 – Gustavo Spolidoro, diretor - A Arquitetura do Corpo – Marcos Pimentel, diretor - Nós Somos um Poema – Sergio Sbragia e Beth Formaggini, diretores - Olhos de Ressaca – Petra Costa, diretora - Sweet Karolynne – Ana Bárbara Ramos, diretora | - O Menino Que Plantava Invernos – Victor-Hugo Borges, diretor - A Princesa e o Vilonista – Guto Bozzetti, diretor - Divino, De Repente – Fábio Yamaji, diretor - Juro que Vi: O Saci – Humberto Avelar, diretor - O Anão que Virou Gigante – Marcelo Marão, diretor |

### Filmes com mais indicações e prêmios
| Indicações | Filme                                 |
| ---------- | ------------------------------------- |
| 10         | Tempos de Paz                         |
| 9          | À Deriva                              |
| 9          | A Mulher Invisível                    |
| 9          | Se Eu Fosse Você 2                    |
| 6          | Besouro                               |
| 6          | Budapeste                             |
| 6          | É Proibido Fumar                      |
| 5          | Divã                                  |
| 4          | A Festa da Menina Morta               |
| 4          | Loki - Arnaldo Baptista               |
| 4          | O Contador de Histórias               |
| 4          | Salve Geral                           |
| 4          | Simonal - Ninguém Sabe o Duro que Dei |

| Vitórias | Filme                                 |
| -------- | ------------------------------------- |
| 5        | É Proibido Fumar                      |
| 4        | Simonal - Ninguém Sabe o Duro que Dei |
| 3        | Besouro                               |
| 2        | Tempos de Paz                         |